# Danie Thiart
Pas d'image ? Cliquez ici

a Compétitions nationales et continentales officielles uniquement.

Dernière mise à jour le 7 octobre 2011.
Danie Thiart, né le 29 avril 1980 à Vredendal en Afrique du Sud, est un joueur sud-africain de rugby à XV évoluant au poste de pilier au sein du USA Perpignan.

## Carrière
- 2002-2003 : Border (Currie Cup)  Afrique du Sud
- 2004-2005 : SWD Eagles (Currie Cup)  Afrique du Sud
- 2006-2007 : Blue Bulls (Currie Cup)  Afrique du Sud
- 2006-2007 : Bulls (Super 12/14)  Afrique du Sud
- 2007-2011: Montpellier HR  France
- 2011-2012 : USA Perpignan  France

## Équipe nationale
- International sud-africain des moins de 21 ans

En novembre 2009, il est invité avec les Barbarians français pour jouer un match contre un XV de l'Europe FIRA-AER au Stade Roi Baudouin à Bruxelles. Ce match est organisé à l'occasion du 75e anniversaire de la FIRA – Association européenne de rugby. Les Baa-Baas l'emportent 26 à 39.

## Palmarès
- Vice-champion de France en 2011 avec le Montpellier Hérault rugby.